# Servius Sulpicius Camerinus Cornutus (consul en -500)
Pour les articles homonymes, voir Sulpicius Camerinus.
Servius Sulpicius Camerinus Cornutus est un des premiers consuls de la République romaine, en 500 av. J.-C., Comme la plus grande partie des hommes et des institutions de cette époque romaine, la réalité de son existence historique et de ses actions n'est pas certaine. De plus, les sources lacunaires présentent souvent des récits et des traditions considérablement réécrits et déformés.

## Famille
Il est le premier membre de la gens des Sulpicii à atteindre le consulat. Il est fils d'un Publius Camerinus et est peut-être le père de Quintus Sulpicius Camerinus Cornutus, consul en 490 av. J.-C.

## Biographie selon la tradition
Il est élu consul avec Manius Tullius Longus pour collègue,. Selon Tite-Live qui ne trouve « rien à mentionner », son consulat n'offre pas de fait notable. Néanmoins, Denys d'Halicarnasse mentionne une guerre contre Fidènes et un complot visant à rétablir les Tarquins à Rome.

### Révolte des Fidénates
Les Fidénates partisans des Tarquins prennent le contrôle de la ville de Fidènes et font entrer une garnison au service des Tarquinii. Le Sénat tente d'abord de résoudre le conflit par la voie diplomatique et envoie des ambassadeurs qui subissent des menaces physiques à leur arrivée à Fidènes. Ils reviennent à Rome grâce à l'intervention des vieillards de la ville mais n'ont pas pu remplir leur mission. Le Sénat dépêche alors sur place le consul Longus à la tête d'une armée. Les Fidénates assiégés envoient des députés requérir l'aide des Latins mais ces derniers hésitent sur la marche à suivre, certains prônant la guerre d'autres préférant conserver le traité d'alliance passé avec les Romains

### Conjuration desTarquinii
Pendant ce temps, à Rome, Camerinus déjoue une conjuration de la factio Tarquinia visant à replacer les Tarquins sur le trône,. Après avoir obtenu des indications fournies par deux Tarquins de Lavinium, Camerinus laisse les conjurés se réunir sur le Forum à minuit puis les capture au matin. Selon Denys d'Halicarnasse, les conjurés sont pour la plupart des servi. Ce terme, qui à son époque désigne les esclaves, peut dans ces circonstances avoir une autre signification et désigner les descendants des partisans du roi Servius Tullius.
La répression est rapide et brutale et le sang versé dans Rome pousse les consuls à organiser des cérémonies de purification. Ces cérémonies lustratoires prennent la forme de ludi. Le consul Longus trouve la mort le troisième jour des Ludi Romani, après être tombé de son char durant une procession et Camerinus doit achever seul son mandat de consul,.

### Curio Maximus
Camerinus est plus tard nommé Curio Maximus, à une date indéterminée. Le Curio Maximus, dont le rôle précis est méconnu, est placé à la tête du collège des curiones, qui dirigent chacun une curie, et préside les cérémonies religieuses comme les Quirinalia ou les Fordicidia. Camerinus décède en 463 av. J.-C., touché par l'épidémie qui sévit alors à Rome.

### Auteurs antiques
- Tite-Live, Histoire romaine [détail des éditions] [lire en ligne], livre II
- Denys d'Halicarnasse, Antiquités romaines [détail des éditions] [lire en ligne], livre V

### Auteurs modernes
- (de) Georg Wissowa (dir.), Paulys Realencyclopädie der classischen Altertumswissenschaft (lire en ligne)
- (en) T. Robert S. Broughton, The Magistrates of the Roman Republic : Volume I, 509 B.C. - 100 B.C., New York, The American Philological Association, coll. « Philological Monographs, number XV, volume I », 1951, 578 p. (lire en ligne)
- (en) T.P. Wiseman, Remembering the Roman People, Oxford University Press, 2009
- (en) H.H. Scullard, History of the Roman World : 753 to 146 BC, Routledge, 1980
- Jean Gagé, « La mort de Servius Tullius et le char de Tullia », Revue belge de philologie et d'histoire, vol. 41, no 1,‎ 1963, p. 25-62 (lire en ligne)
- (it) Filippo Canali De Rossi, Le relazioni diplomatiche di Roma : Dall'età regia alla conquista del primato in Italia, 753-265 a. C., con una appendice sulla più antica iscrizione greca del Lazio, Herder, 2005, 190 p.
- (en) Henrik Mouritsen, Maggie Robb (dir.), « Digital Prosopography of the Roman Republic », King’s College London, 2018